# Eublemma recta
Eublemma recta là một loài bướm đêm trong họ Erebidae.